# Percy Irausquin
Joseph Gregory Percy Irausquin (Oranjestad, 26 juni 1969 – Amsterdam, 14 augustus 2008) was een Arubaans modeontwerper.

## Jeugd en studie
Irausquin groeide op in Aruba, waar hij de mavo volgde. Hij was de jongste thuis, met twee broers en vijf zussen. Hij werkte twee jaar in een kledingzaak om geld te verdienen om in Nederland te kunnen studeren. Op zijn 20e vertrok Irausquin naar Breda, waar hij de vakopleiding Mode en Kleding aan de MDGO-MK volgde. Daarna studeerde hij aan de Gerrit Rietveld Academie in Amsterdam. Na zijn afstuderen in 1999 probeerde hij een jaar lang tevergeefs voet aan de grond te krijgen met zijn eigen label. Daarna volgde hij de masteropleiding Fashion Design van de ArtEZ in Arnhem.
Om ervaring op te doen ging hij naar Parijs, waar hij veel leerde van Hubert Barrère, de korsetmaker van Dior en Yves Saint Laurent. Irausquin trad vervolgens in dienst bij het modehuis van Christian Lacroix.

## Collecties en prijzen
- 2001-Inspiration Amoureuse. Voor zijn eerste collectie dienden zijn zussen als inspiratiebron. Hij won de Frans Molenaarprijs ermee en hij was een van de vier vakjuryprijs-finalisten voor de Robijn Fashion Award.[1]
- 2001-Frans Molenaar-prijs
- 2002-Bacchanal Chique. Zijn afstudeerproject voor het Fashion Institute Arnhem.
- 2003-Edmee Enbias, vernoemd naar zijn grootmoeder. 'En bias', schuin op de draad geknipt, is de naam van de techniek die in de loop der jaren zijn handelsmerk werd.
- 2004-Hiver Palm Beach, zijn eerste prêt-à-porter-collectie.
- 2005-All dressed up and nowhere to go en Belle du Jour. In 2005 gaf hij voor het eerst zelfstandig een show tijdens de Amsterdam International Fashion Week.
- 2006-Supernova en Tapis Rouge.
- 2007-Suzy Parker en Raison d'être, onder de naam Atelier PRC[2], geshowd in De Duif in Amsterdam.[3]
- 2008-Il etait une fois, geshowd in het Theater Tuschinski in Amsterdam, en in juli de prêt-à-porter collectie Full Bloom, geïnspireerd op bloemen en geshowd tijdens de Amsterdam International Fashion Week.

Op 22 mei 2008, tijdens het gala van de Dutch Model Awards, werd Irausquin bekroond met de Dutch Designer Award en kreeg de titel Dutch Designer of the Year.
Zijn kleding werd zowel in Nederland als internationaal geshowd, onder andere in New York. Irausquin stond bekend om zijn 'prinsessenjurken' en ontwierp onder andere de witte trouwjurk van Katja Schuurman en de lichtblauwe van Maria Kooistra, beide in 2006 alsook de trouwjurk van de Arubaanse minister van Onderwijs Marisol Lopez-Tromp.

## Zakelijk
Met de echtgenoot van Maria Kooistra, modeondernemer Steve te Pas, ging Irausquin in 2005 een samenwerking aan. Te Pas, eigenaar van House of Avalon en modegroep Moshi Moshi, investeerde in de ontwerpen van Irausquin en in de winkel die Irausquin opende in de Cornelis Schuytstraat in Amsterdam. De samenwerking eindigde in 2007 in een rechtszaak, toen Te Pas Irausquin ervan beschuldigde zich niet aan de afspraken te houden. Er werd beslag gelegd op de bezittingen van Irausquin en hij moest zijn winkel sluiten en afstaan aan Te Pas. Ook de ontwerpen die hij tijdens de samenwerking had gemaakt en de merknaam "Percy Irausquin" kwamen Te Pas' House of Avalon toe. Irausquin bracht vervolgens noodgedwongen zijn eerstvolgende collectie onder de naam PRC uit.
In 2007 kwam Irausquin onder contract bij de Amsterdamse Zantman Modegroep. Zijn eerste collectie onder Zantman, een prêt-à-porter lijn onder de naam Collection PRC was vanaf juni 2008 verkrijgbaar. In 2013 wordt Collection PRC overgenomen door Maria Tailor en Tamara Elbaz en in samenwerking met Zantman voortgezet. Zijn couturelijn bracht hij vanaf 2007 uit onder de naam Atelier PRC. In 2008 was hij van plan een eigen salon te openen in het centrum van Amsterdam.

## Overlijden
Op 14 augustus 2008 overleed Irausquin op 39-jarige leeftijd als gevolg van een hersenbloeding. De ochtend voor zijn overlijden was bekendgemaakt dat hij een van de zeven geselecteerde talenten was die deel mocht nemen aan de Mercedes-Benz Dutch Fashion Awards op 7 november 2008. De organisatie hiervan liet na het nieuws van de dood van Irausquin weten dat hij genomineerd bleef. Irausquin werd op 25 augustus op Aruba begraven.